# Groß Twülpstedt
Groß Twülpstedt é um município da Alemanha localizado no distrito de Helmstedt, estado da Baixa Saxônia.
Pertence ao Samtgemeinde de Velpke.